# キャシー・シャーマズ
キャスリーン・マリアン・シャーマズ（Kathleen Marian Charmaz, 1939年8月19日 - 2020年7月27日）は、アメリカ合衆国の社会学者であり、世界中の多様な領域の質的研究で用いられる「構成主義的（あるいは構成主義版）グラウンデッド・セオリー」(Constructivist grounded theory)の提唱者である。
彼女は、カリフォルニア州ローナートパークにあるソノマ州立大学の社会学の名誉教授であり、同大学のファカルティ・ライティング・プログラムのディレクターを務めていた。シャーマズの専門は、作業療法と社会学であった。研究領域は、グラウンデッド・セオリー、シンボリック相互作用論、慢性疾患、死生学、質的健康研究、学術ライティング、社会学理論、社会心理学、研究法、健康と医学、老化、感情の社会学、身体論などである。 

## 初期の人生と教育
シャーマズは、1939年8月19日にウィスコンシン州ホワイトホールで、ロバートとロレインカの間に生まれた。父親は土木技師で、家族（姉を含む）と一緒にペンシルバニア州の様々な場所に移り住み、人生の初期のほとんどをそこで過ごした。1970年にスティーブン・シャーマズと結婚。1962年にカンザス大学の5年間のプログラムで作業療法（OT）の学士号を取得した。その後、サンフランシスコで数年間登録セラピストとして働いた後、作業療法の学生に教えるために大学に戻った。当時、作業療法の指導者は、通常、他の分野で修士号を取得していた。シャーマズは、サンフランシスコ州立大学で社会学の修士号を取得し、社会学の理論を身につけた。彼女の論文『The social organization of a rehabilitation unit』（1969年、260 pps）は、1年間にわたって週3日のリハビリテーション・ユニットでの臨床実習と患者の生活をエスノグラフィックに観察したものであった。続いて、民族誌的研究を続けながら、リハビリテーション・センターの研究員として採用された。 

## アカデミック・キャリア
1968年、カリフォルニア大学サンフランシスコ校（UCSF） の新しい社会学博士課程の最初の学生として入学した。当時、このプログラムは一般的な社会学のプログラムであり、彼女の同級生の半数は都市社会学に興味を持っていた。対照的に、シャルマズの関心は医療社会学、社会心理学、社会学理論であった。彼女が受講した講義には、質的分析の6つのコースが含まれていた。彼女は主に、彼女の論文の指導教員であるアンセルム・ストラウスと、グラウンデッド・セオリー研究の創始者であるバーニー・グレイザーと研究を行った。シャーマズは、『時間とアイデンティティ：慢性病患者の自己の形成』というタイトルの論文で、1973年に社会学の博士号を取得した。 
シャーマズは、1972年にサクラメント州立大学の社会学の臨時助教授に任命された。彼女は1973年にソノマ州立大学で社会学の臨時助教授のポジションにつき、1974年にテニュアトラックに移った。彼女は1977年に准教授、1981年に教授に昇進した。 彼女は2016年に名誉教授になった。ソノマ州立大学においてシャーマズは、学部および大学院において老年学の多様なコースを開発・指導し、社会科学者やその他の研究者向けに、国内および国際的な専門能力開発コースも始めた。これらのコースには、構成主義的グラウンデッド・セオリー、社会的正義、研究者のためのグラウンデッド・セオリー、質的研究者のためのライティング、アカデミック・ライティングと出版、フォーカス・インタビュー、質的分析、社会心理学、健康と病気の社会心理学、およびシンボリック相互作用論が含まれていた。 
シャーマズは、1999年から2003年まで学術誌『Symbolic Interaction』の編集者を務め、2009年から2010年までシンボリック相互作用論研究会の会長を務めた。1999-2000年には、太平洋社会学会の会長に選出された。また、質的探究と医療社会学の23誌の編集委員を務め、アメリカ社会学会の医療社会学部門の主要な委員会の議長を務めた。また、オーストラリア、ノルウェー、オランダ、オーストリア、ニュージーランド、日本で客員教授を務めた。

## 構成主義的グラウンデッドセオリー
シャーマズはUCSFの大学院生として、グラウンデッド・セオリーに関わってストラウスおよびグレイザーから教えられた見解に不満を持っていた。例えばグレイザーは、インタビューをする際に、インタビューの記録や逐語録作成よりも、ノートを取ることを推奨した。 彼女は、この方法は慢性疾患を患っていた研究参加者への55件のインタビューを用いた彼女の論文の質を低下させるものだと感じていた。 論文審査の後も、彼女はインタビューと観察の両方のデータを収集し、分析を進めていった。1991年に、彼女はこの研究を『Good Days, Bad Days: The Self in Chronic Illness and Time』（1991年）として発表した。これは、慢性疾患を持つ患者のケアに関する重要な研究成果とされている。この書籍は、1992年にシンボリック相互作用研究協会から、チャールズ・フーテン・クーリー賞を受賞した。 
ソノマ州立大学在職中は、UCSFの社会行動科学部の同僚との共同研究を続け、グラウンデッド・セオリーの執筆、コンサルティング、ワークショップの実施を続けた。1980年代から1990年代にかけて、彼女の著作はシンボリック相互作用論と慢性疾患と死の心理社会的プロセスに焦点を当てていた。『Good Days, Bad Days』に加え、この時期には、『死の社会的現実(Social Reality of Death)』（1980年）、ジャバー・グブリウムとの共編著『エイジング、自己、コミュニティ( Aging, the Self and Community)』（1992年）など、老化と病気に関する本を執筆している。 
社会学的理論（クーンの『科学的革命の構造』を含む）の理論的基盤の広範な探究、慢性病者や死期の近い人を対象とした作業療法の臨床経験、そしてストラウスやグレイザー、そして博士課程での他の教授陣との5年間は、彼女のグラウンデッド・セオリーの再解釈と、新鮮で革新的な構成主義的方法論のガイドラインの開発につながった。1990年、シャーマズは、グラウンデッド・セオリーへの彼女の新しいアプローチと、このアプローチがグレイサーやストラウスのアプローチとどのように異なるかを説明した論文を公開した。 この論文では、彼女は最初に（医学社会学からの）社会的構成主義の視点をグラウンデッドセオリーの「1つのバリエーション」として説明した。 」  構成主義的グラウンデッド・セオリーは、「元のバージョンの認識論的基盤をシフトさせ、過去59年間に行われてきた質的調査における方法論的な革新を統合するものである。」 
1990年代と2000年代初頭、シャーマズのグラウンデッド・セオリーを教える数多くの取り組みは、構成主義的グラウンデッド・セオリーの原則をさらに強固なものにした。そのことは彼女にとって、分析スキルとライティングスキルの両方を洗練する「長い成長(long evolution )」のはじまりであり、そこで得られた知見は多数の論文とブックチャプターとして発表された。 
彼女がはじめてグラウンデッド・セオリーに関して出版した教科書『Constructing Grounded Theory』（2006年）は、中国語、日本語、韓国語、ポーランド語、ポルトガル語などに広く翻訳されている。2006年に出版された『A Practical Guide Through Qualitative Analysis』は、中国語、日本語、韓国語、ポーランド語、ポルトガル語に翻訳されている。この書籍は、米国教育研究学会の図書賞を受賞し、2014年には第2版が増補改訂された。彼女は、アデル・クラークとともに、SAGE Benchmarks in Social Research Methodsシリーズとして、新しい研究手法であるGrounded Theory and Situational Analysis (2014)と、その手法を用いた既刊の著作を4巻にまとめた。『In Developing Grounded Theory: The Second Generation (Morse et al, 2009, 2020)』においてシャーマズは、構成主義的グラウンデッド・セオリーを、グレイザー版やストラウス版のグラウンデッド・セオリーから派生した、新しいタイプのグラウンデッド・セオリーとして示している。近年アンソニー・ブライアントと共同編集した、グラウンデッド・セオリーに関する野心的な研究ハンドブック2冊（2007年、2019年）には、各国の著者による成果が集められている。

## 批判的社会正義
シャーマズは、構成主義的グラウンデッド・セオリーを批判的社会正義(Critical social justice)の研究に適用することで、彼女自身の関心をさらに広げた。グラウンデッド・セオリーは、社会正義に関わる研究を、単なる記述を超えたものにする分析ツールを提供するものである。彼女は次のように述べている。「正義と不正義は、抽象的な概念であるが、それ以上に現実が作られるプロセスである。つまり、繰り返される行動によって現実化が行われる。グラウンデッド・セオリーを用いる研究者は、不正義や正義が発生し、変化し、継続していく条件に関して、統合的な形での理論的記述を提供することができる」と述べている。  このような探求の重要な点は、「恵まれない人々の窮状と構造的な不平等の影響」に焦点を当てることが重要であるということである。  彼女はカンファレンスで「Good Days、Bad Days：The Self in Chronic Illness and Time」について発表し、またワークショップでグラウンデッド・セオリーの重要性を指摘した。近年彼女は、批判的探究と構成主義的グラウンデッド・セオリーによる40件のプロジェクトの広範なレビューを発表している。 

## アカデミックライティング
彼女が論文を完成させると、アンセルム・ストラウスはシャーマズをカウンセリングした。彼女の論文は非常に理論的で、密度が濃いものであったが、優れた文章であると言いにくいものだった。彼女は大学院生として論文を発表していたが、ストラウスは「彼女は論文を書くことができないので、ティーチング職に就くしかない」と言った。  シャーマズはこのことを心に留めていた。彼女はティーチング職に就き、ライティングを集中的に鍛え、積極的な研究者と方法論者の両方であり続けた。 
ソノマ州立大学では、ライティングの授業を受け、1996年から2016年まで大学のライティングプログラムのディレクターを務めたほか、英作文のコースや、文章と口頭表現における批判的分析のコースを教えるなど、ライティングのスキルを身につけた。彼女は、多くの研究者の執筆を積極的に指導する一方、著作者として、14冊の本、63のチャプター、33の論文、16の事典の項目、33の書評を出版した。 

## 専門家としての評価
シャーマズは、ソノマ州立大学からの特別教授の称号（1998年）、シンボリック相互作用論研究会からの生涯業績に対するジョージ・ハーバート・ミード賞（2006年）、医療社会学への顕著な貢献に対するレオ・G・リーダー賞（2016年～2017年）など、多くの栄誉を受けている。2018年には、国際質的探究会議より、質的研究、教育、実践への献身と貢献に対して、質的探究における生涯業績賞を授与された。

## 死
2020年7月27日、シャーマズは癌のため80歳で死去。 

## 主な著作物

### 主な書籍
- 2019 Antony Bryant & Kathy Charmaz (eds.) The SAGE Handbook of Current Developments in Grounded Theory. London: Sage.
- 2014 Kathy Charmaz. Constructing Grounded Theory 2nd ed. London: Sage.
- 2014 Adele E. Clarke and Kathy Charmaz (Eds.), SAGE Benchmarks in Social Research Methods 4-Volume Set: Grounded Theory and Situational Analysis. London: Sage.
  - Volume I: The History and Essentials of Grounded Theory
  - Volume II: Grounded Theory in Disciplines and Research
  - Volume III: Grounded Theory Exemplars across Disciplines
  - Volume IV: Situational Analysis: Essentials and Exemplars

- 2011. Charmaz, K., & McMullen, L. M. (2011). Five ways of doing qualitative analysis: Phenomenological psychology, grounded theory, discourse analysis, narrative research, and intuitive inquiry. Guilford Press.
- 2007. Antony Bryant & Kathy Charmaz (eds.) Handbook of Grounded Theory. London: Sage.

- 2006 Kathy Charmaz. Constructing Grounded Theory: A Practical Guide Through Qualitative Analysis. London: Sage. ( 抱井尚子・末田清子監訳 (2008) 『グラウンデッド・セオリーの構築:社会構成主義からの挑戦』ナカニシヤ出版 ISBN 978-4-779-50299-6 ).
- 1991 Kathy Charmaz, Good Days, Bad Days: The Self in Chronic Illness and Time. New Brunswick, NJ: Rutgers University Press.

### 主な論文・ブックチャプター
- 2019. Charmaz, K. “With constructivist grounded theory you can’t hide”: Social Justice Research and Critical Inquiry in the Public Sphere. Qualitative Inquiry.  DOI: 1077800419879081
- 2017. Charmaz, K. (2017). The power of constructivist grounded theory for critical inquiry. Qualitative Inquiry, 23(1), 34-45.DOI:10.177/1077800416657105.
- 2015 Teaching Theory Construction with Initial Grounded Theory Tools: A Reflection on Lessons and Learning. Qualitative Health Research 25(12): 1610–1622. Published on-line December 8, 2015. DOI: 10.1177/1049732315613982
- 2012 Charmaz, K., & Belgrave, L. (2012). Qualitative interviewing and grounded theory analysis. The SAGE handbook of interview research: The complexity of the craft, 2, 347-365.
- 2009. Charmaz, K. Shifting the grounds: Constructivist grounded theory methods. Developing grounded theory: The second generation,(ed. J.M Morse) New York: Routledge pp.127-154.
- 2008 Charmaz, K. (2008). Grounded theory as an emergent method. Handbook of emergent methods, 155, 172.
- 2006 Puddephatt, A. J. (2006). An interview with Kathy Charmaz: On constructing grounded theory. Qualitative sociology review, 2(3).
- 2005. Charmaz, K. Grounded theory in the 21st century: A qualitative method for advancing social justice research. (p. 507-535). Handbook of qualitative research (ed.  Norman Denzin & Yvonna Lincoln), Thousand Oaks, CA, Sage.
- 2004. Charmaz, K. (2004). Premises, principles, and practices in qualitative research: Revisiting the foundations. Qualitative Health Research, 14(7), 976-993.
- Charmaz, K. (2000). Experiencing chronic illness. Handbook of social studies in health and medicine, p. 277-292.
- 1999 Charmaz, K. Stories of suffering: Subjective tales and research narratives. Qualitative Health Research, 9(3), 362-382.
- 1995. Charmaz, K. The body, identity, and self: Adapting to impairment. Sociological Quarterly, 36(4), 657-680.
- 1983 Charmaz, K. (1983). Loss of self: a fundamental form of suffering in the chronically ill. Sociology of Health & Illness, 5(2), 168-195.

### 主な基調講演
キャシー・シャーマズは多くの招待講演・発表を行った。以下はその主なものである。 
- 2018. "Experiencing Exclusion and Stigma: The Influence of Perspectives, Practices, and Policies on Living with Chronic Illness and Disability.” Couch Stone Symposium of the Society for the Study of Symbolic Interactionism and the European SSSI, Lancaster University, Lancaster, UK.
- 2016. “Continuities, Contradictions, and Critical Inquiry in Grounded Theory,” Qualitative Health Research Conference, Kelowna, BC, Canada.
- 2015. “The Power of Stories, the Potential of Theorizing for Social Justice Studies,” International Congress of Qualitative Inquiry, Urbana, IL.
- 2014. “Continuities and Contradictions in Grounded Theory,” Sponsored by the Institute of Advanced Studies, Vienna.
- 2012. “The Power and Potential of Grounded Theory for Medical Sociologists,” British Sociological Association Medical Sociology Annual Conference, University of Leicester, Leicester, UK.
- 2008. “Advancing Qualitative Research through Grounded Theory,” Qualitative Research Conference, University of Bournemouth, Bournemouth, UK.
- 2006. “Views from the Margins: Voices, Silences, and Suffering,” International Conference on Qualitative Research and Marginalisation, organized by the Department of Psychology, University of Leicester, Leicester, UK.